# Petite rue de la Fonderie
Le petite rue de la Fonderie (en alsacien : Giesshüssgässel) est une rue de Strasbourg, rattachée administrativement au quartier Centre, qui va de la rue de la Fonderie à la rue de l'Écrevisse, d'où elle se prolonge par la rue du Tribunal.

## Toponymie

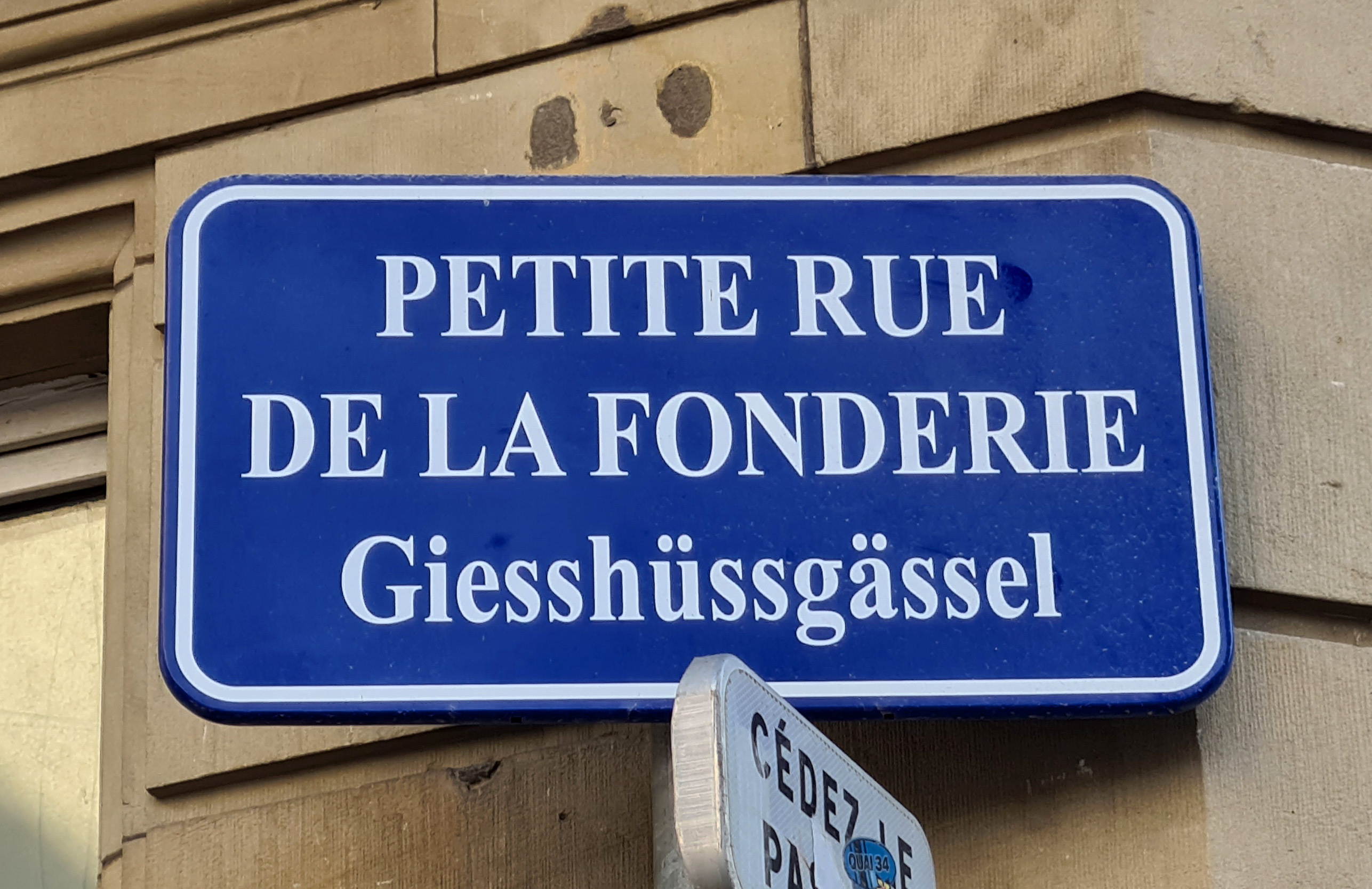
Plaque bilingue, en français et en alsacien.

Percée en 1797, la rue est restée sans nom jusqu'en 1858. Elle devient alors la petite rue de la Fonderie, une appellation qu'elle perd cependant au moment de l'occupation allemande, d'abord en 1872, puis en 1940, au profit de Giesshausgässchen. On trouve également Giesshausgasse en 1875.
Des plaques de rues bilingues, à la fois en français et en alsacien, ont été mises en place par la municipalité à partir de 1995. C'est le cas du Giesshüssgässel.

## Bâtiments remarquables
La petite rue ne compte que peu de bâtiments anciens, tous situés du même côté. L'autre côté de la rue est occupé par le Centre médico-social municipal qui fait partie de l'Espace Schoepflin, construit en 2001.
Le bâtiment qui forme l'angle avec le no 2a de la rue de la Fonderie date de la fin du XIXe siècle. Il est doté de balcons d'angle avec ferronnerie aux premier et second étages. Il a hébergé différentes organisations ou institutions (Arte, INET, annexe de l'IEP).
Adjacente à l'immeuble, une maison à colombages a été construite vers 1800.
Un étroit passage, qui rejoint l'ancienne impasse de la Fonderie, la sépare d'un bâtiment industriel abritant le centre d'impression du quotidien régional, les Dernières Nouvelles d'Alsace.

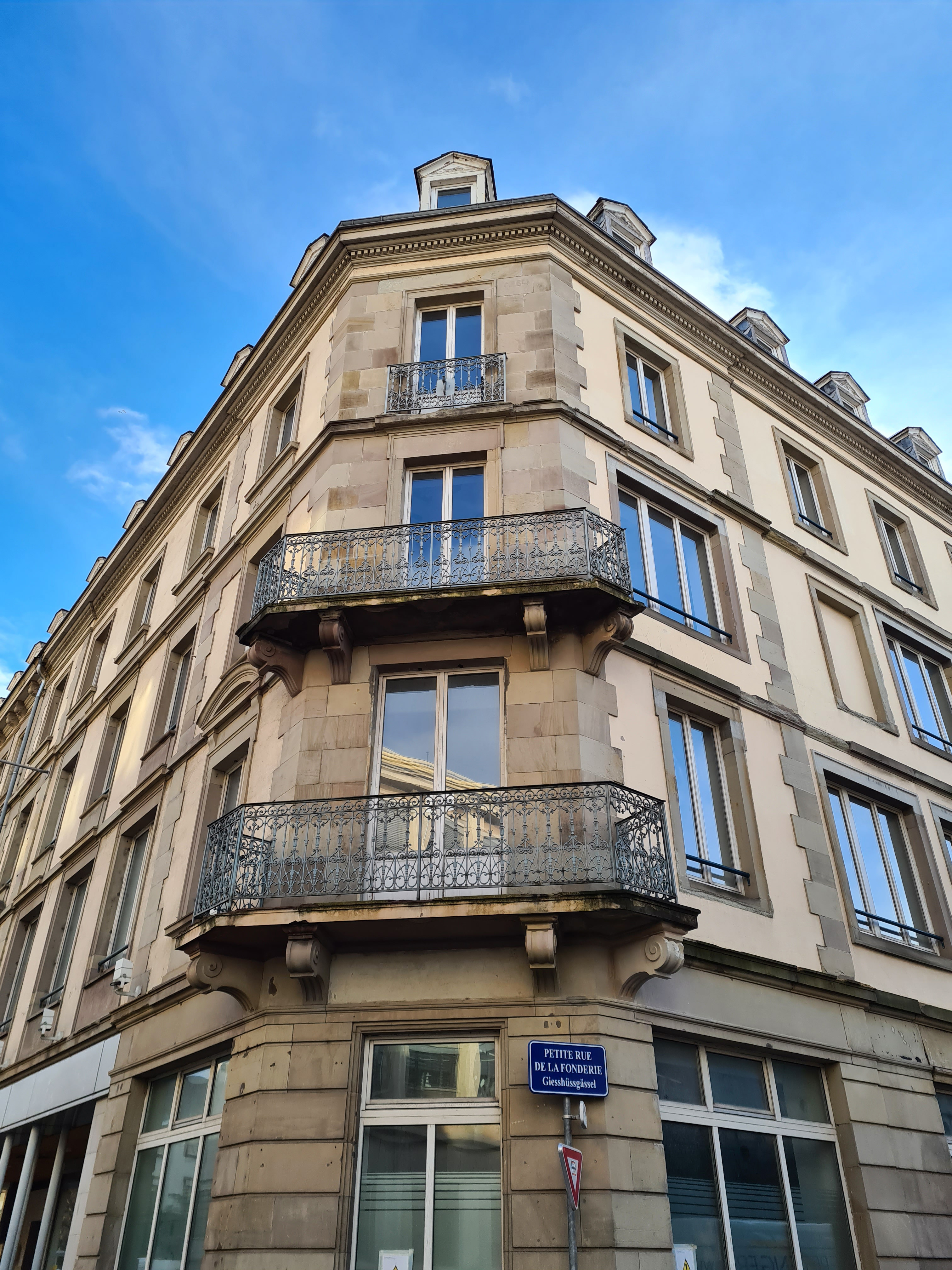
Angle avec le no 2a de la rue de la Fonderie.
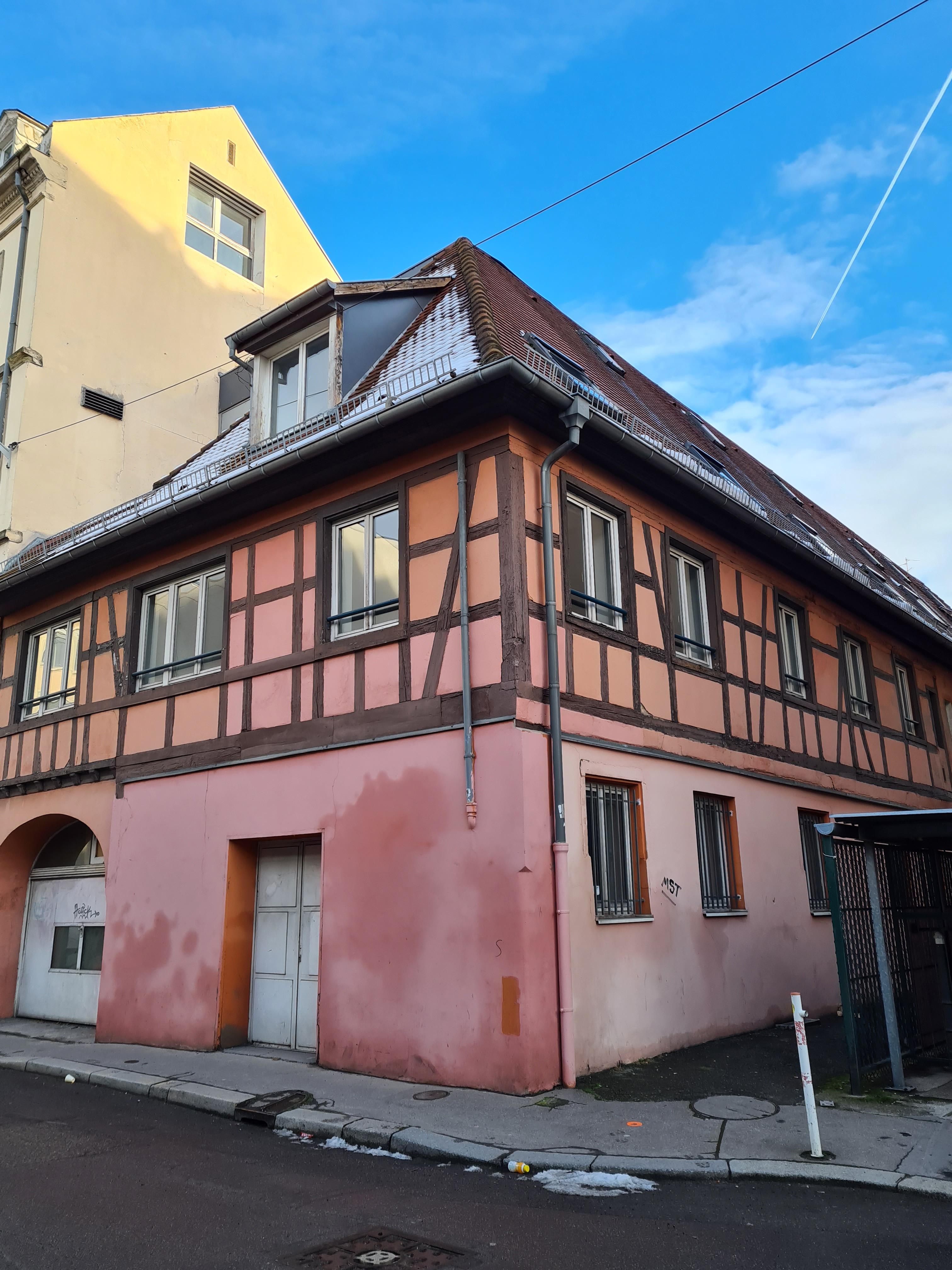
Maison à colombages.
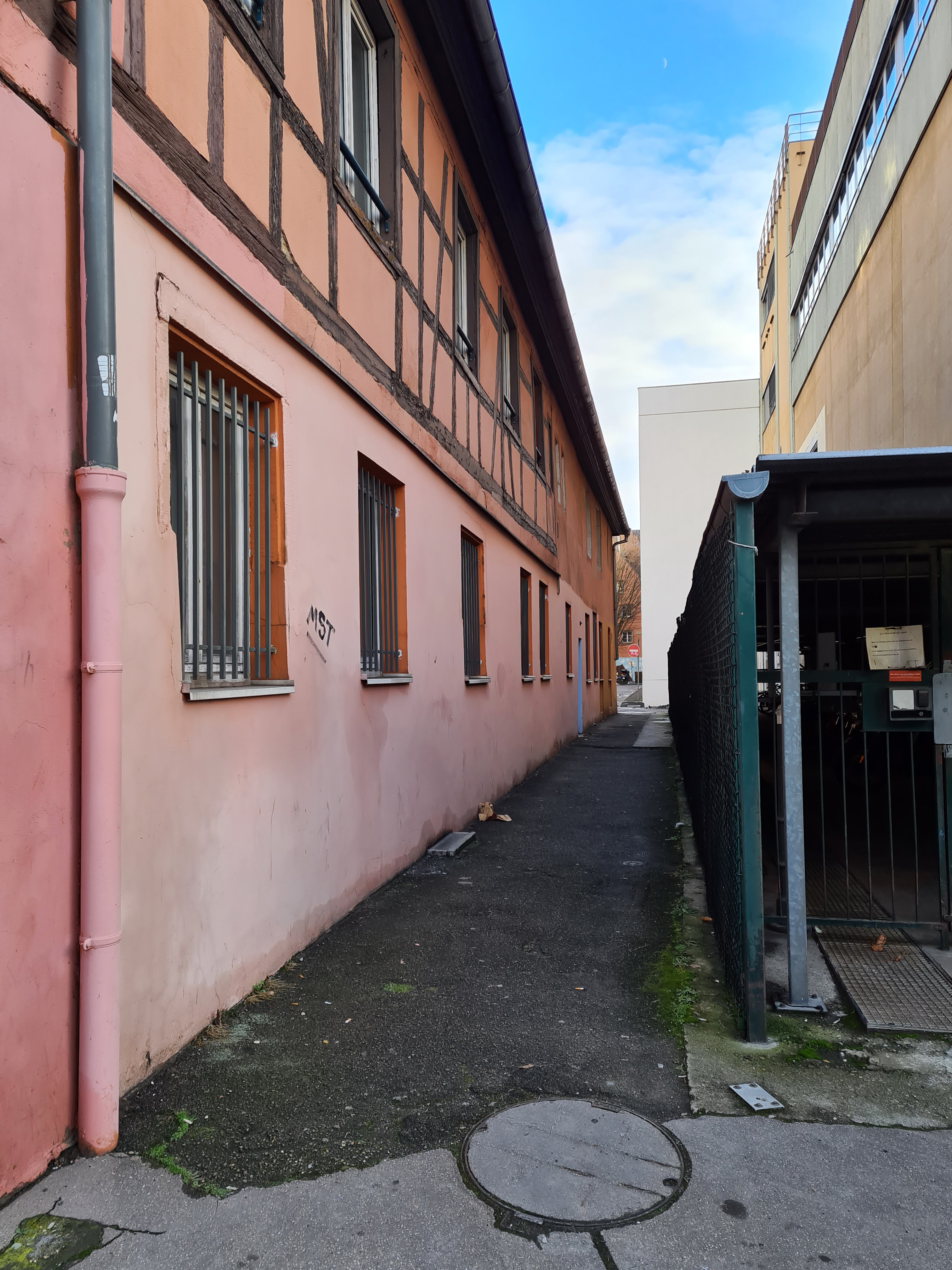
Passage vers l'ancienne impasse.
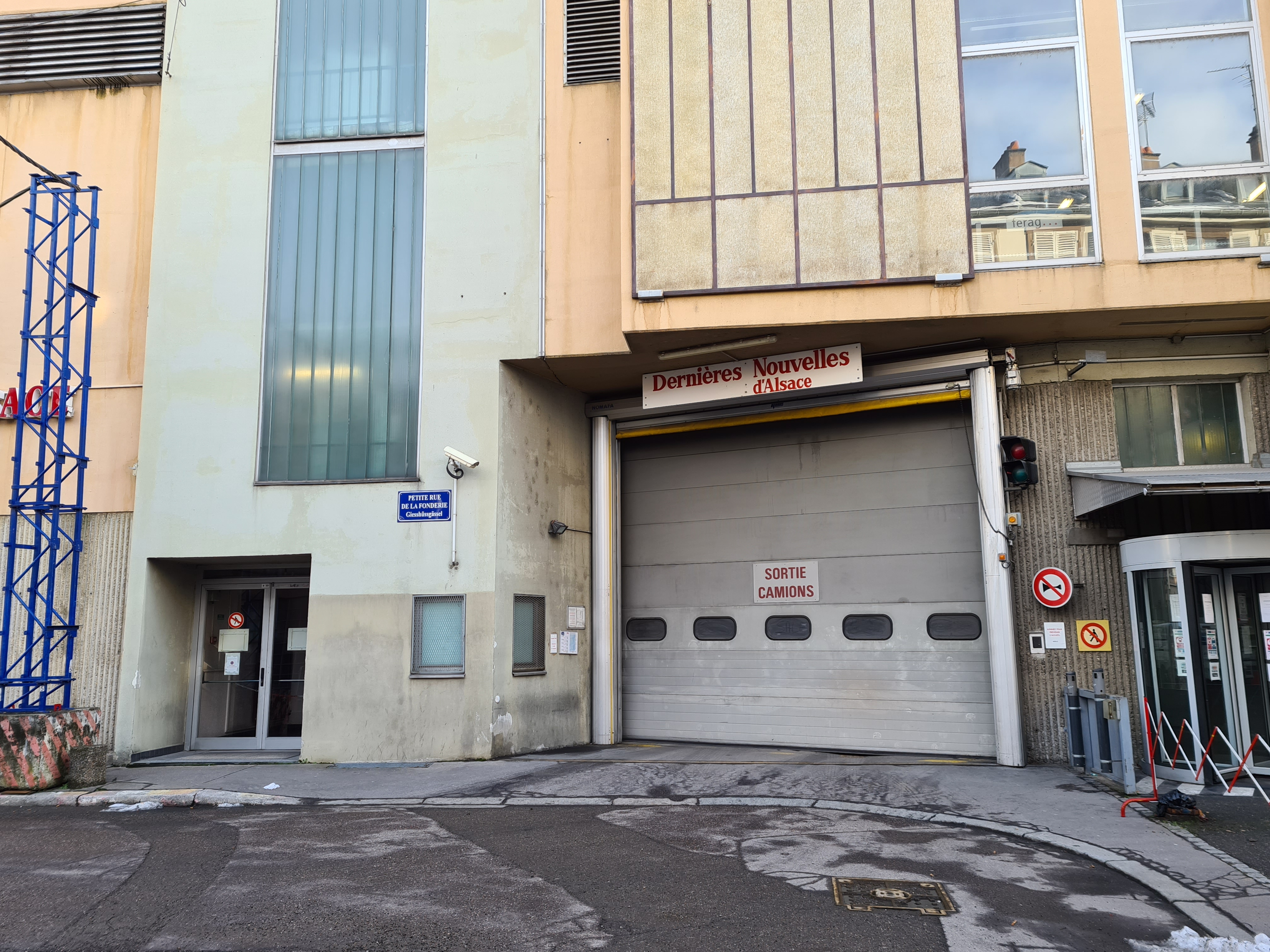
Centre d'impression des DNA.